# Jean-Joseph Alvitre
Jean-Joseph Alvitre' ou Jean Alvitre (L'abbé Jean-Joseph Alvitre), né le 27 septembre 1889 au Le Pescher, alors commune de Sérilhac, en Corrèze et mort le 5 juin 1983 à Brive-la-Gaillarde (Corrèze) est un vicaire puis curé à Brive-la-Gaillarde, résistant qui fournit de faux certificats de baptême à de nombreux Juifs, leur sauvant ainsi la vie.

## Biographie
Jean-Joseph Alvitre,, est né le 17 ou le 24 ou le 27 septembre 1889 au Le Pescher, alors commune de Sérilhac (Corrèze).

### Études
Il entre au Petit Séminaire de Servières-le-Château (Corrèze) en 1900 puis celui d’Ussel (Corrèze) en 1906. A la fin de ses études secondaires, il entre au Grand Séminaire de Tulle (Corrèze).

### Première Guerre mondiale
En 1911, il commence son service militaire, alors d'une durée de trois années.
Durant la Première Guerre mondiale, à Verdun, il est blessé. Il reçoit deux citations et la croix de guerre. Il est démobilisé en 1919.

### Entre les deux Guerres
En 1914, il avait été ordonné sous-diacre. Une fois la guerre terminée, il retourne au Grand Séminaire de Tulle. Il est ordonné prêtre en 1920 et trouve un poste à Égletons (Corrèze). En 1921, il est vicaire à Saint Sernin de Brive-la-Gaillarde. En 1933, il devient curé fondateur de la nouvelle paroisse d’Estavel (Notre Dame de Lourdes), située à Brive-Ouest. Il y reste pendant vingt cinq ans.

### Seconde Guerre mondiale
Durant la Seconde Guerre mondiale, sous le nom de Caille, il s'engage dans la Résistance dans le réseau "Alliance", dirigé par Marie-Madeleine Fourcade.
Le 17 juin 1940, Pétain annonce à la radio qu’il faut cesser le combat et signer l’armistice avec Hitler. Edmond Michelet rédige, un jour avant l'appel de De Gaulle, un tract où il appelle à la Résistance en citant Charles Péguy.
Le 19 juin 1940, Jean-Joseph Alvitre rend visite à son ami Edmond Michelet et lui déclare qu'il est gaulliste. C'est la première fois qu'Edmond Michelet entend cette expression.
Jean-Joseph Alvitre participe aux mouvements Liberté (Résistance) et Combat (Résistance).
Du 1er au 12 avril 1944, interrogé par la Gestapo, il est relâché.

## Honneurs
- Chevalier de la Légion d'honneur
- Croix de guerre 1914–1918 avec palme remise par Pétain[1].
- Croix de guerre 1939–1945 avec palmes (avec citation à l'ordre de l'armée en 1952).
- Médaille de la Résistance française
- Avenue à Brive-la-Gaillarde nommée en son honneur.